# Izabela Lemańczyk
Izabela Lemańczyk (née Śliwa le 11 décembre 1990 à Cracovie) est une joueuse de volley-ball polonaise. Elle mesure 1,69 m et joue au poste de libero. Elle est la fille de l'ancienne joueuse de volley-ball polonaise Magdalena Śliwa.

## Clubs
| Club                     | De        | À         |
| ------------------------ | --------- | --------- |
| Wisła Cracovie           | 2006-2007 | 2008-2009 |
| Atom Trefl Sopot         | 2009-2010 | 2010-2011 |
| KS Murowana Goślina      | 2011-2012 | 2011-2012 |
| PSPS Chemik Police       | 2012-2013 | 2012-2013 |
| VT Aurubis Hamburg       | 2013-2014 | 2013-2014 |
| 1. VC Wiesbaden          | 2014-2015 | 2014-2015 |
| MKS Muszyna              | 2015-2016 | 2015-2016 |
| MKS Dąbrowa Górnicza     | 2016-2017 | 2016-2017 |
| BKS Stal Bielsko-Biała   | 2017-2018 | 2017-2018 |
| PTPS Piła                | jan 2019  | mai 2019  |
| LTS Legionovia Legionowo | 2019-2020 | …         |

## Palmarès
- Championnat de Pologne
  - Finaliste : 2011.